# 花柳芳次郎
花柳 芳次郎（はなやぎ よしじろう）は、日本舞踊・花柳流における名跡のひとつである。花柳流を創流した初代花柳壽輔が、壽輔を名乗る前の芸名に由来し、花柳流においては最も古く、代々の家元の名跡「花柳壽輔」に次ぐ由緒ある名跡とされる。六代目芳次郎が2016年に五代目壽輔を襲名した後は空き名跡となっている。

## 初代
のちの初代花柳壽輔。6歳で西川扇蔵に弟子入りし、「芳松」という芸名を与えられたとされる。のち7代目市川團十郎に弟子入りし市川鯉吉の名で役者になる。天保10年（1839年）に役者を廃業して西川に戻るとともに「芳次郎」の名を使い始める。「芳」の字は初代芳次郎が吉原出身であったため、「よし」の読みを取って付けられたとものとされる。

## 二代目
二代目花柳芳次郎（1845年 - 1873年）は初代壽輔の長男であり、瀬川路之丞の名で歌舞伎役者となったが、1873年に29歳で病死する。

## 三代目
三代目花柳芳次郎（1870年10月 -?）は、初代の養子。1870年（明治3年）、深川大工町にて、銀座役人福島惣右衛門の三男・惣吉として生まれる。父親が転業し、日本橋区元大阪町（現・日本橋人形町1丁目辺り）にて茶会席「浪速屋」を開店、9歳のとき客前で踊りの手振りなどをしていたところ、初代壽輔から誘いがあり、養子となって壽輔のもとで舞踏家として育つ。しかし、初代壽輔没後の1904年頃に離縁し、芳次郎の名跡は初代壽輔の養女花柳ツルが預かることとなった。

## 四代目
四代目花柳芳次郎（1903年5月18日 - 1971年9月6日）は、ツルの養子。本名は花柳幾太郎。旧姓金子。銀座の小間物屋に生まれ、芸事を好んだ父によって1909年、6歳の時に花柳流に弟子入りする。翌1907年ツルの養子に迎えられる。その後関西で花柳流の勢力拡大に努め、1926年には芳次郎を襲名し、分家を立てた。1967年には長男に芳次郎の名を譲り、自らは花柳 芳瞠（はなやぎ ほうどう）を名乗った。著作に『夙川夜話』がある。

## 五代目
五代目花柳芳次郎は、四代目芳次郎の長男。芳次郎襲名前から本名の花柳 寛（はなやぎ ひろし）の名で東宝歌舞伎などの芝居やテレビドラマに出演しており、また振付師としても宝塚歌劇団などで振付をしていた。1967年に五代目芳次郎を襲名し、その後は家元三代目花柳壽輔の後見を二代目花柳壽楽とともに務め、流派を支えた。
2006年旭日小綬章受章。
2007年に一線を退くと共に名跡を孫に譲り、自らは花柳寛應（はなやぎ かんおう）に改名する予定であった。しかし寛應襲名披露の直前に三代目壽輔が急逝したため、四代目壽輔を継ぎ家元となった。同年に下記『舞の道　花柳芳次郎自伝』を上梓した。2011年日本芸術院会員、2020年に亡くなった。

## 六代目
六代目花柳芳次郎は、五代目芳次郎の妹の孫。五代目芳次郎に子が無かったため、妹の子を養子に迎え、さらにその子である創右に芳次郎を継がせた。2016年に宗家家元の座を継ぎ五代目壽輔となった。